# Köllkuppe
Die Köllkuppe (italienisch Cima Marmotta) ist ein nach italienischer Vermessung 3330, nach österreichischer 3327 m hoher Berg im Zufrittkamm, an diesem Abschnitt auch Marteller Hauptkamm genannt, einer Bergkette der Ortler-Alpen. Die Köllkuppe liegt auf der Grenze zwischen den italienischen Provinzen Südtirol und Trentino im Nationalpark Stilfserjoch. Auf ihrem Gipfel treffen drei von Südwesten, von Nordosten und von Südosten verlaufende, teilweise mit Firn bedeckte Grate zusammen. Der leicht erreichbare Gipfel bietet eine gute Rundumsicht und ist im Frühjahr ein oft besuchtes Ziel für Skibergsteiger. Zuerst bestiegen wurde die Köllkuppe am 24. September 1867 durch den Kartografen und Alpenforscher Julius Payer und den Bergführer Johann Pinggera aus Sulden über den Südwestgrat vom Hohenfernerjoch aus. Ihr deutscher Name ist relativ jungen Datums: Benannt ist der Gipfel nach dem Skibergsteiger Lois Köll (1886–1963).

## Lage und Umgebung
Die Köllkuppe liegt im Kamm zwischen dem Martelltal und dem Peio-Tal. Im Nordwesten und im Südosten ist sie von Gletschern umgeben: Im Nordwesten liegt der Hohenferner und im Südosten die Vedretta Careser. Benachbarte Berge sind im Verlauf des Nordostgrats die drei Veneziaspitzen (Hauptgipfel: 3386 m), und im Südostgrat die Cima Lagolungo (3165 m). Der zunächst nach Südwesten, dann Westen verlaufende, geschwungene Grat fällt ab zum Wegübergang Fürkelescharte (3032 m) und steigt dann hinauf zur 3757 m hohen Hinteren Zufallspitze.

## Stützpunkte und Besteigung
Im September 1867 führte der Weg der beiden Erstbesteiger von Peio aus zunächst nördlich durch das Val della Mare (ein Seitental des Peio-Tals) hinauf zum Lago Lungo auf 2553 m Höhe und weiter über den Gletscher Vedretta Marmotta südlich unterhalb des auf 3153 m Höhe liegenden Hohenfernerjochs. Von dort ging man in zunächst südöstlicher Richtung auf dem Grat zum Gipfel der Köllkuppe, und dann weiter zu der nordöstlich gelegenen I. Veneziaspitze. Aus dem Bericht von Louis Friedmann: Auf dem ersteren Gipfel [gemeint ist die Köllkuppe], den Payer nicht als selbständige Spitze betrachtete, hielt er sich nicht auf, verweilte dagegen auf der Veneziaspitze 1½ Stunden und errichtete daselbst einen Steinmann. Payer und Pinggera brauchten für den Aufstieg fast zehn Stunden.
Stützpunkte für den leichtesten Anstieg (Normalweg) sind entweder die Zufallhütte auf 2265 m Höhe oder die Marteller Hütte (2610 m), beide im nördlich gelegenen obersten Martelltal. Der Weg führt in südlicher Richtung als Hochtour mit entsprechender Ausrüstung und Gletschererfahrung über den Hohenferner hinauf zum Hohenfernerjoch, dann entweder über den scharf geformten Firngrat (etwa 30° geneigt) oder direkt nordöstlich zum Köllkuppengipfel. Die Gehzeit beträgt laut Literatur 2 bis 3 Stunden von der Marteller Hütte. Der ursprüngliche Weg von Payer und Pinggera über den Südwestgrat wird heute nur noch selten begangen.